# Primghar
Primghar is een plaats (city) in de Amerikaanse staat Iowa, en valt bestuurlijk gezien onder O'Brien County.

## Demografie
Bij de volkstelling in 2000 werd het aantal inwoners vastgesteld op 891. In 2006 is het aantal inwoners door het United States Census Bureau geschat op 836, een daling van 55 (-6,2%).

## Geografie
Volgens het United States Census Bureau beslaat de plaats een oppervlakte van 3,6 km², geheel bestaande uit land. Primghar ligt op ongeveer 465 m boven zeeniveau.

## Plaatsen in de nabije omgeving
De onderstaande figuur toont nabijgelegen plaatsen in een straal van 20 km rond Primghar.